# Памир (АЭС)
«Памир», «Памир-630Д» — передвижная атомная электростанция, размещённая на автомобильном шасси. Была разработана в Институте ядерной энергетики АН БССР (ИЯЭ АН БССР), генеральный конструктор В. Б. Нестеренко).

## История разработки
Работы по созданию передвижных атомных электростанции (ПАЭС) в БССР начались в 1973 году, когда в составе ИЯЭ АН БССР было создано специальное конструкторское бюро (СКБ) с опытным производством. Тогда же начались научно-исследовательские и проектные работы по созданию будущего реактора для ПАЭС. Проектируемая институтом ПАЭС «Памир» предназначалась в первую очередь для использования в качестве автономного источника электрической энергии передвижных и стационарных объектов, находящихся в труднодоступных районах. В результате многолетней работы в 1985 году была создана и пущена первая в мире передвижная атомная электростанция «Памир-630Д»
Для испытания установки было изготовлено два комплекта ПАЭС. Первый из них предназначался для ходовых испытаний в полевых условиях, второй комплект использовался для энергетических испытаний на стендах.
Электрический пуск первого реактора ПАЭС «Памир» состоялся 24 ноября 1985 года, испытания продолжались до сентября 1986 года. Экспериментальный образец отработал в общей сложности на разных режимах нагрузки порядка 3500 часов. Установку дважды выводили на проектную мощность.

## Конструкция
Установка была оснащена реактором типа «Памир-630Д» с диссоциирующим теплоносителем на основе тетраоксида диазота. Тетраоксиду диазота свойственна крайне высокая коррозийная агрессивность, особенно при кипении и конденсации, что повышало шанс прорыва контура турбогенератора. Добавление в теплоноситель монооксида азота позволило несколько снизить коррозийность; такой раствор получил название «нитрин». Тем не менее, проблема оставалась актуальной. Более того, в случае нарушения герметичности контура с теплоносителем, его утечка представляла высокую опасность для персонала. Тетраоксид диазота моментально реагировал с водой (например, в легких при вдыхании) и превращался в азотную кислоту. Вследствие прорыва трубопровода с теплоносителем при испытаниях погиб один из сотрудников КБ, случайно вдохнувший пары ядовитой жидкости.
Тепловая мощность реакторной установки составляла 5 МВт, электрическая мощность — 630 кВт.
Реакторный и турбогенераторные блоки размещались на двух специальных полуприцепах, в качестве основного тягача для установки использовался автомобиль МАЗ-7960, специально разработанный на основе тягача МАЗ-537. 

Реакторный блок, являющийся самым тяжелым элементом всей установки, был смонтирован на специальном полуприцепе МАЗ-9994 грузоподъемностью 65 тонн. Помимо реактора с биозащитой в реакторном блоке размещались система аварийного расхолаживания, шкаф распределительного устройства собственных нужд и два автономных дизель-генератора по 16 кВт.  

Турбогенераторный блок, в котором размещалось оборудование электростанции, также был смонтирован на аналогичном полуприцепе. 
 
Элементы системы автоматизированного управления защиты и контроля, а также вспомогательный энергоблок с двумя резервными дизель-генераторами по 100 кВт, располагались в кузовах двух вспомогательных автомобилей.
Всего станцию обслуживало порядка 28 человек.
Установка была рассчитана на перевозку железнодорожным, морским и авиационным транспортом.
По прибытии ПАЭС на место дислокации реакторный и турбогенераторный блоки устанавливались рядом и соединялись трубопроводами с герметичными сочленениями. 
Реакторный и турбогенераторный блоки устанавливались на домкратах, колеса с прицепов снимались и отвозились в безопасную зону. 
Блоки управления и резервная энергоустановка ставились не ближе 150 метров от реакторного блока, чтобы обеспечить радиационную безопасность персонала.

## Характеристики реакторной установки
| Характеристика                     | Памир-630Д                              |
| ---------------------------------- | --------------------------------------- |
| Электрическая мощность, кВт        | 630                                     |
| Тепловая мощность, кВт             | 4950                                    |
| Материал замедлителя и отражателя  | Гидрид циркония (ZrН1.9)                |
| Топливо                            | UO2, обогащённый по изотопу U235 до 45% |
| Материал поглощающих стержней      | Оксид европия(III) (Eu2O3)              |
| Количество ТВС, шт:                |                                         |
| типа 1                             | 84                                      |
| типа 2                             | 3                                       |
| типа 3                             | 19                                      |
| Загрузка активной зоны по U235, кг | 18,7                                    |
| Количество стержней СУЗ, шт        | 12                                      |
| Высота активной зоны, мм           | 500                                     |
| Диаметр активной зоны, мм          | 505,7                                   |
| Теплоноситель                      | «Нитрин» (на основе N2O4)               |
| Расход теплоносителя, кг/c         | 5,68                                    |
| Температура теплоносителя, °C:     |                                         |
| на входе в реактор                 | 189,5                                   |
| на выходе из реактора              | 503                                     |
| Максимальная температура, °C:      |                                         |
| оболочки ТВЭЛ                      | 700                                     |
| замедлителя                        | 570                                     |
| топлива                            | 1150                                    |
| Масса активной зоны, кг            | 5700                                    |

## Закрытие проекта
В 1986 году, после Чернобыльской аварии, безопасность использования данных комплексов была подвергнута критике. 
В феврале 1988 года по решению Совмина СССР и президиума Академии наук БССР работы по проекту «Памир-630Д» были прекращены. В качестве одной из главных причин остановки работ по проекту была названа «недостаточная научная обоснованность выбора теплоносителя». Научно-исследовательский реактор был ликвидирован: обе установки были выведены из эксплуатации и утилизированы в конце 1986 года; все тягачи с оборудованием демонтировали.
Одна из сохранившихся деталей — металлическая конструкция активной зоны реактора — установлена на территории института в виде части декоративного фонтана. Вторая — часть труб из нержавеющей стали парогенератора, была установлена в качестве декорации в ночном клубе «Реактор» в Минске; по состоянию на сентябрь 2013 года этот клуб закрыт.
Впоследствии в некоторых источниках (научные журналы и т. д.) сообщалось, что вопрос с применением мобильных ядерных установок не закрыт.